# Cinéma mongol
Le cinéma mongol désigne la production cinématographique de Mongolie. Il se démarque des autres courants cinéma d'Asie de l'Est, car il est grandement influencé par le cinéma russe.

## Histoire

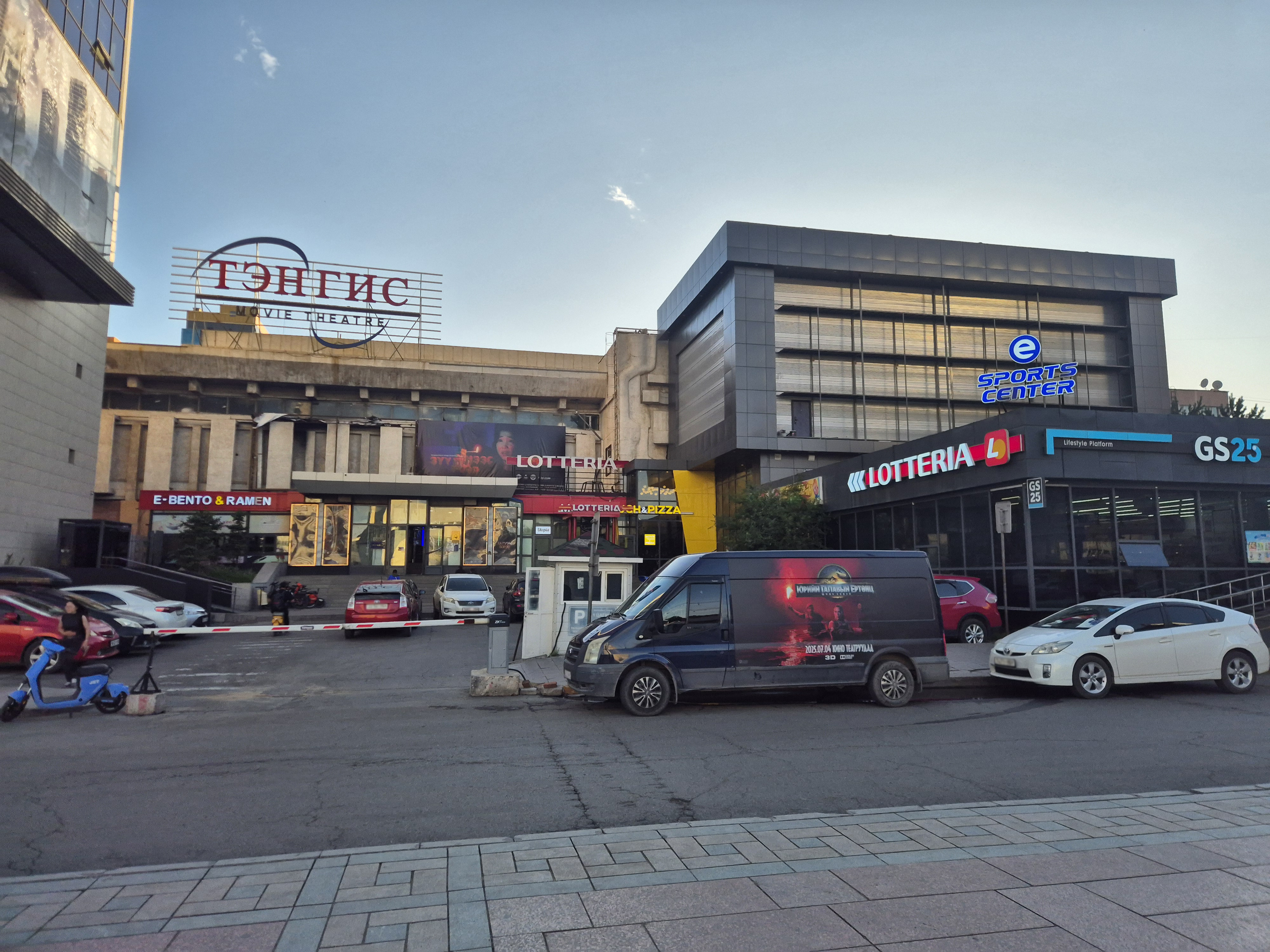
Un cinéma à Oulan-Bator

On pense que le cinéma est apparu en Mongolie dès 1903 et que dès 1913, des projections privées furent organisées pour le prince Tögs-Ochiryn Namnansüren et le Bogdo Gegen (chef religieux) à Urga, la capitale du pays.
Le 1er mars 1921, après la révolution, le Parti populaire mongol (qui deviendra en 1924 le Parti révolutionnaire du peuple mongol) prend le pouvoir, et la capitale change de nom pour devenir Oulan-Bator (littéralement héros rouge). Sous l'influence de sa voisine l'Union soviétique, le gouvernement mongol décide lors de son 5e congrès, en 1925, d'utiliser le cinéma pour la propagande et l'éducation des masses. Le peuple mongol a ainsi pu voir régulièrement des films soviétiques dès 1926, grâce à des projections itinérantes. En 1934 s'ouvre à Oulan-Bator le premier cinéma «fixe» : Ard. Ils fondent les studios nationaux Mongol Kino en 1935, avec une assistance technique russe. Les premiers films produits seront un documentaire sur le «47e anniversaire du 1er mai» et une fiction intitulée Un garçon mongol (Mongol Khüü), réalisée par Ilya Trauberg.
Le premier film réalisé par un réalisateur mongol sera le court métrage en noir et blanc Le Chemin de Norjma (Norjmaaguyn Zam), réalisé par Temet Natsagdorj en 1938.
Par la suite, la production mongole sera souvent le fait de réalisateurs russes ; mettant l'accent sur les héros de la Révolution ainsi que sur les légendes populaires. La recette marche bien et des films comme Sükhbaatar (1942) et Tsogt Taïdj rencontrent un grand succès. Les studios Mongol Kino tournent et diffusent aussi des programmes d'actualités et de reportages.
Après la Seconde Guerre mondiale, le parti met l'accent sur la classe ouvrière et la production cinématographique du pays est en suspens. En 1954 sort Nouvel an (Shine Jil ou Chine Djil), de Tseveeni Zandraa, dont le héros est un ouvrier. L'année suivante sort la première comédie musicale mongole, ouvrant les portes à la comédie, qui dominera la production jusqu'au milieu des années 1960. En 1957 sort Le réveil (Serelt), de Guenden, puis, en 1961, La fille rejetée (Gologdson khuukhen), de Dendevin Chimid-Osor.
Tandis que la production de films documentaires augmente, les fictions des années 1970-1980 se tournent vers la vie quotidienne. En 1970 sort La Claire Tamir (ou Le Tamir limpide : Tungalag tamir), de Ravjaaguyn Dorjpalam, avec les plus grandes vedettes de l'époque. En 1983, Le lutteur (Garid Magnai), de Jamyanguyn Buntar, marque un tournant avec lequel les réalisateurs se libèrent des contraintes du pouvoir.
C'est seulement en 1979 que sort Les Cinq Couleurs de l'arc-en-ciel (Solonghiin tavan öngö), de Nagnaidorj.
Après la chute de l'union soviétique, la production mongole doit se trouver d'autres partenaires. En 1992, le film Gengis Khan avec Enkhtaivan Agvaantseren est ainsi la première coproduction japonaise.
En 1997, Dogshin khuyagtyn sakhius (mn) (Догшин хутагтын сахиус) est un film historique sur Khutagt V de Gobi (ou Dulduityn Danzanravjaa (en), 1803 — 1856, qui avait le titre de  Khutagt Noyon (ru)).
Plus récemment, L'Histoire du chameau qui pleure, en 2003 (nommé aux Oscars du cinéma dans la catégorie "documentaires"), Le Chien jaune de Mongolie, en 2005, et Les Deux Chevaux de Gengis Khan, en 2011, tous trois réalisés par la Mongole Byambasuren Davaa (1971-), ou encore Mongolian Ping Pong, de Ning Hao (1977-) en 2006, marquent un renouveau intéressant du cinéma mongol.
Dans une veine très proche, on peut aussi signaler un film kazakh multi primé au Festival de Cannes 2008, Tulpan de Sergueï Dvortsevoï (1962-).
Tourné en 2008,  La Perle des bois de Enkhtaivan Agvaantseren est l’un des premiers films destiné à retracer l’histoire des Bouriates, l'un des groupes ethniques qui composent maintenant la Mongolie. Il est également l’un des premiers films qui parle ouvertement des événements des années 1930 et des répercussions du communisme soviétique sur la Mongolie.
En 2013, un film historique sur la reine Anu, Warrior Princess de Baatarsuren Shuudertsetseg (qui adapte son propre roman), devient l'un des plus chers de l'histoire du cinéma mongol puis rencontre un important succès au box-office national.

### Listes et catégories
- Liste de films mongols (en)
- (en) Films, Réalisateurs